# Ornamentula paraensis
Ornamentula paraensis is een buikharige uit de familie Dasydytidae. Het dier komt uit het geslacht Ornamentula. Ornamentula paraensis werd in 1991 voor het eerst wetenschappelijk beschreven door Kisielewski. 